# Chiesa di San Michele Arcangelo (Ripatransone)
La chiesa di San Michele Arcangelo è una parrocchiale di Ripatransone, in provincia di Ascoli Piceno, che risale al XIII secolo.

## Storia
La volta della cripta della chiesa è sostenuta da un portale databile ad un periodo storico a cavallo tra XIII e XIV secolo, e l'edificio religioso dovrebbe risalire a quel tempo.
Il campanile è stato aggiunto attorno alla metà del XVI secolo, e la sua erezione è stata finanziata da don Antonio Spina. Alla fine del secolo successivo tutto l'edificio viene ripensato e ristrutturato, e la cappella del Santissimo Crocifisso viene aggiunta tra il 1874 ed il 1919.
Negli ultimi anni del XX secolo è stato rifatto quasi completamente il tetto.

## Descrizione
L'interno della chiesa è stato modificato in modo importante nel XVIII secolo, in stile neoclassico. Sono state poste lesene sormontate sulle pareti e si è dato maggior risalto alla cappella del Santissimo Crocifisso. Questa è la parte più importante della costruzione sacra, ed è a pianta centrale. Si presenta adornata con dipinti e statue che in origine erano allocate in altre chiese. L'edificio ospita anche in altre posizioni opere importanti, come le quattro statue degli Evangelisti o l'altare con arco su colonne. In chiesa è una Madonna col Bambino e i Santi Savino e Giovanni di Simone De Magistris, del 1569.